# Умовне збереження святих
Умовне збереження святих або умовна безпека - це армініанська концепція про те, що віряни захищені Богом у їхніх спасенних стосунках з Ним за умови постійної віри в Христа. Армініани вважають, що Писання описує як начальний акт віри в Христа, "завдяки якому встановлюються стосунки, так і постійну віру в Нього, завдяки якій ці стосунки підтримуються". Відносини "мирянина в Христа ніколи не є екстатичними відносинами, що існують як безповоротний наслідок минулого рішення, вчинку або досвіду", це скоріше живий союз, "заснований на живій вірі в живого Спасителя". Цей союз відображений у простій заповіді Христа: "Перебувайте в Мені, і Я перебуватиму у вас" (Ів. 15:4).